# Freyja
Freyja (Freja, Fröja, jelentése "úrnő") a szerelem, szexualitás, szépség, termékenység, arany, háború, halál és Seidr (varázslat) Ván istennője a skandináv mitológiában.
A Ván tengeristen, Njörd leánya, fivérével, a hasonló szerepkörrel bíró Frey istennel együtt azok közé a Ván istenek közé tartozik, akik az Áz-Ván háború lezárásával vendég-túszként Asgardba költöztek. Számos egyéb néven is ismert, többek közt, mint Gefn, Hörn, Mardöll, Skjálf, Sýr, Thröng, Thrungva  Nafnaþulur, Valfreyja és Vanadís. Alakja gyakran felbukkan az Edda-énekekben. Házastársa Odr, akinek hosszú távollétében egyszer aranykönnyeket sír, és akivel közösen két lányuk van, Hnoss (Drágakő) és Gersemi (Kincs). A Verses Edda csupán Hnosst említi, Gersemi a Heimskringla költeményben bukkan fel. Fivéréhez hasonlóan maga is birtokol egy aranysertéjű vadkant, Hildisvínt, amely bizonytalan azonosságot mutat Frey vadkanjával, Gullinburstival. Tulajdonát képezi továbbá a törpék által kovácsolt (munkájukért cserébe Freyja mindegyikükkel eltöltött egy éjszakát) Brísing-nyakék (Brísingamen) amelynek ellopása és megtalálása több történet tárgya, és amely egy alkalommal elpattan a nyakán, mivel Freyja feldühödik. Tartozékai közé tartozik a sólyomálca, valamint két macska (Trófnir és Högni, más változatban Brundr és Kælinn) húzta szekér. Csarnokának neve a Fólkvang mezején álló Sessrúmnir (Tágasterű), ahol Freyja elszállásolja a csatában elesett harcosok felét. A csaták után ugyanis Freyja és Odin megosztoznak a hősökön, a holtak fele Fólkvangba, másik fele a Valhallába kerül. Egyes források szerint Freyját illeti a jog, hogy elsőként válassza ki a maga felét.

A Verses Edda erről így beszél:
itt Freyja kegye határoz,

ki hol ül, ő mondja meg,

a hősi halottak felét

maga választja nap mint nap,

másik felét Ódin.
Szépsége révén Frejya gyakran a istenekkel hadakozó óriások (jötunnok) követelésének tárgya. Az Ázgárdot felépítő óriás fizetségeként Frejyát, a Napot (egy másik istennő, Sól) és a Holdat (Máni, Sól fivére) nevezi meg, a Thor isten pörölyét ellopó Trymr a fegyverért cserébe Freyját kívánja feleségének, az Ázgárdba betérő Hrungnir pedig azzal henceg, hogy Sif istennő mellett Freyját is magával viszi Óriáshonba, miután felégette az istenek hajlékát.
A Ragnarököt, az istenek alkonyát követően Freyja életben marad, átmentve a szerelmet és a szépséget a kedvesség és szeretet istene, Baldur által kormányzott új világba.

## Személye körüli elméletek
Egyes nézetek szerint azonos Gullveiggel (Gullveig nevének jelentése Aranymámor, Aranyvágy, újjászületése után Heid, azaz Ragyogó néven szerepel), a Ván varázslónővel, aki Ázgárdba érkezik, és akit az Ázok háromszor ölnek meg és égetnek el, ám mindahányszor újból feltámad. Mivel Freyja a varázslat istennője is, nem lehetetlen, hogy a kivételes képességű völva (északi varázslónő, sámánasszony) tulajdonképpen Freyja. Mivel a varázslat mellett az istennő hatásköre az aranyra is kiterjed, Gullveig neve kapcsolatot sejtet a két mitikus alak közt.
A Freyja szekerét húzó macskák feltehetően nem házi macskák, hanem erdei macskák, esetleg hiúzok.
Egyes feltételezések szerint Freyja gyermekeinek apja Odin, az istennő férjének neve, Odr pedig az ő nevének egy változata.
Alakja sokban emlékeztet Frigg istennőre (a tollas sólyomöltözet Frigg tartozéka is), ezért a mitológusok jó része azt a nézetet vallja, hogy a kettő egy eredetibb egységes alaknak különfejlődése. Egy másik, figyelemreméltó nézet szerint Freyja csak a viking korszak költői alkotása, és nem egyéb, mint Frey istennek a költők alkotta nőnemű megfelelője, aki idővel kiszorította a nálánál régibb Frigget.

## Fordítás
- Ez a szócikk részben vagy egészben  a   Freja című svéd Wikipédia-szócikk fordításán alapul.  Az eredeti cikk szerkesztőit annak laptörténete sorolja fel. Ez a jelzés csupán a megfogalmazás eredetét és a szerzői jogokat jelzi, nem szolgál a cikkben szereplő információk forrásmegjelöléseként.
- Ez a szócikk részben vagy egészben  a   Freyja című angol Wikipédia-szócikk fordításán alapul.  Az eredeti cikk szerkesztőit annak laptörténete sorolja fel. Ez a jelzés csupán a megfogalmazás eredetét és a szerzői jogokat jelzi, nem szolgál a cikkben szereplő információk forrásmegjelöléseként.